# Championnat de Hong Kong de football 1993-1994
Navigation
Saison précédente Saison suivante
La saison 1993-1994 du Championnat de Hong Kong de football est la quarante-neuvième édition de la première division à Hong Kong, la First Division League. Elle regroupe, sous forme d'une poule unique, les dix meilleures équipes du pays qui se rencontrent deux fois, à domicile et à l'extérieur. En fin de saison, le dernier du classement est relégué et remplacé par le meilleur club de Second Division League, la deuxième division hongkongaise.
C'est le club de Eastern AA, tenant du titre, qui remporte le championnat cette saison après avoir terminé en tête du classement final, avec trois points d'avance sur Instant-Dict FC et douze sur South China AA. C'est le troisième titre de champion de Hong Kong de l'histoire du club, qui réalise encore le doublé en s'imposant en finale de la Coupe de Hong Kong face à Happy Valley AA.

## Clubs participants
- Kui Tan FC
- South China AA
- Eastern AA
- Happy Valley AA
- Kitchee SC
- Sing Tao SC
- Instant-Dict FC
- Hong Kong FC - Promu de D2
- Voicelink FC[1]
- Hong Kong Rangers - Promu de D2

## Compétition
Le barème de points servant à établir les classements se décompose ainsi :
- Victoire : 3 points
- Match nul : 1 point
- Défaite : 0 point

### Classement
| Rang | Équipe             | Pts | J  | G  | N | P  | Bp | Bc | Diff |
| ---- | ------------------ | --- | -- | -- | - | -- | -- | -- | ---- |
| 1    | Eastern AA'T'C     | 42  | 18 | 13 | 3 | 2  | 42 | 17 | +25  |
| 2    | Instant-Dict FC    | 39  | 18 | 12 | 3 | 3  | 37 | 14 | +23  |
| 3    | South China AA     | 30  | 18 | 8  | 6 | 4  | 30 | 17 | +13  |
| 4    | Sing Tao SC        | 27  | 18 | 8  | 3 | 7  | 27 | 19 | +8   |
| 5    | Kitchee SC         | 25  | 18 | 7  | 4 | 7  | 23 | 20 | +3   |
| 6    | Happy Valley AA    | 24  | 18 | 6  | 6 | 6  | 23 | 22 | +1   |
| 7    | Kui Tan FC         | 20  | 18 | 4  | 8 | 6  | 17 | 20 | -3   |
| 8    | Voicelink FC       | 17  | 18 | 4  | 5 | 9  | 19 | 24 | -5   |
| 9    | Hong Kong RangersP | 16  | 18 | 3  | 7 | 8  | 11 | 28 | -17  |
| 10   | Hong Kong FCP      | 6   | 18 | 1  | 3 | 14 | 12 | 60 | -48  |

|  | Qualification pour la Coupe d'Asie des clubs champions 1994-1995           |
|  | Qualification pour la Coupe des Coupes 1994-1995                           |
|  | Relégation directe en deuxième division                                    |
|  | T : Tenant du titre C : Vainqueur de la Coupe de Hong Kong P : Promu de D2 |

## Bilan de la saison
| Championnat de Hong Kong de football 1993-1994 |                       |
| Champion                                       | Eastern AA (3e titre) |
| Coupes et trophées                             |                       |
| Vainqueur de la Coupe de Hong Kong 1993-1994   | Eastern AA            |
| Qualifications continentales                   |                       |
| Coupe d'Asie des clubs champions 1994-1995     | Eastern AA            |
| Coupe des Coupes 1994-1995                     | Instant-Dict FC       |
| Promotions et relégations                      |                       |
| Promus en First Division League                | Frankwell FC          |
| Relégués en Second Division League             | Hong Kong FC          |